# Dom Basílio
Dom Basílio är en kommun i Brasilien.   Den ligger i delstaten Bahia, i den östra delen av landet, 700 km öster om huvudstaden Brasília. Antalet invånare är 11 355.
Omgivningarna runt Dom Basílio är huvudsakligen savann. Runt Dom Basílio är det glesbefolkat, med 16 invånare per kvadratkilometer.